# 常住人口
常住人口（じょうじゅうじんこう）とは、ある調査の時刻に、調査の地域に常住している場所（常住地）で調査する方法で把握した人口のことである。現住人口とも呼ばれ、英語では de jure population と表現される。これに対し、ある調査の時刻に、調査の地域に実際に存在している場所（現在地）で調査する方法で把握した人口を現在人口と呼ぶ。

## 日本における常住人口と現住人口
日本では、国勢調査を初めとする諸人口統計で、常住人口や現住人口に異なる定義が与えられており、両者は用語として区別される。

### 常住人口
日本の各種統計における「常住人口」とは、調査日時（例えば10月1日）の午前0時に調査地域内の住居に3か月以上に渡って住んでいるか、又は住むことになっている住人（常住者）の人口であり、常住地のない者は調査時にいた場所の「常住者」とみなす。また学校の施設に宿泊している者、3か月以上入院している者、海上に生活の本拠を置く者、自衛隊の営舎、刑務所・少年院などについては、それぞれの施設が所属する地域、船舶の寄港地における「常住者」とみなす。
日本国内に常住している者は外国人を含めすべて調査の対象とするが、外国政府の外交使節団・領事機関の構成員及びその家族、外国軍隊の軍人・軍属及びその家族は除く。
なお昭和23年の常住人口調査、昭和25年の国勢調査においては、常住の判定の基準となる居住期間は6か月以上であった。また昭和22年以前の国勢調査、人口調査、臨時国勢調査においては、「常住人口」ではなく「現在人口」をもとに人口が集計された。

### 現住人口
「現住人口」とは、調査日時（1886年以降は月末の深夜24時）に戸籍上実際に現住している場所（現住地）で集計した、一種の登録人口である。明治維新において戸籍制度が統一されてから生まれた概念であり、戸籍上の本籍地によって集計された「本籍人口」より出入寄留者、逃亡失踪者、陸海軍の兵営艦船に在る者、監獄に在る者、外国行きの者を加除して得た人口で、一種の戸籍上の「常住人口」であるが、外国人や無籍の者、皇族（ただし皇族は1885年以前は本籍人口、現住人口に含まれた）など、戸籍を持たない者は調査の対象外であった。
なお現住人口は、死亡・脱籍等の届出漏れによる虚数がかなり含まれており余り正確な統計ではなかった。そのため明治時代後半から、生の集計結果である現住人口を「現住人口（甲種）」と称し、これとは別に全国の入・出寄留者の差数を各県別の入・出寄留者数の比で各県に按分修正して算出するという、統計的補正を加えた現住推計人口である「現住人口（乙種）」が考案された。 さらに警察署に地域住民を調査させて集計した「警察署調査現住人口」も、国勢調査開始以前に作成された。
昭和27年（1952年）に住民登録制度が開始されることにより、本籍人口・現住人口を初めとする戸籍をベースとした人口統計の集計は終了し、住民基本台帳による登録人口の集計へと移行した。

## 他の用法
推計人口を指して「常住人口」や「現住人口」という用語が用いられることもある。特に福島県では、過去の国勢調査人口や推計人口を「現住人口」として公表している。